# Tsaile
Tsaile (navaho Tsééhílį́) és una concentració de població designada pel cens dels Estats Units a l'estat d'Arizona. Segons el cens del 2000 tenia 1.078 habitants.

## Demografia
Segons el cens del 2000, Tsaile tenia 1.078 habitants, 244 habitatges, i 200 famílies La densitat de població era de 69,3 habitants/km².
Dels 244 habitatges en un 55,3% hi vivien nens de menys de 18 anys, en un 50,4% hi vivien parelles casades, en un 27,5% dones solteres, i en un 18% no eren unitats familiars. En el 16,8% dels habitatges hi vivien persones soles el 3,7% de les quals corresponia a persones de 65 anys o més que vivien soles. El nombre mitjà de persones vivint en cada habitatge era de 3,98 i el nombre mitjà de persones que vivien en cada família era de 4,57.
Per edats la població es repartia de la següent manera: un 38,8% tenia menys de 18 anys, un 19,5% entre 18 i 24, un 24,1% entre 25 i 44, un 14,8% de 45 a 60 i un 2,8% 65 anys o més.
L'edat mediana era de 22 anys. Per cada 100 dones de 18 o més anys hi havia 87 homes.
La renda mediana per habitatge era de 17.500 $ i la renda mediana per família de 16.513 $. Els homes tenien una renda mediana de 35.469 $ mentre que les dones 21.818 $. La renda per capita de la població era de 6.259 $. Aproximadament el 59,7% de les famílies i el 63,2% de la població estaven per davall del llindar de pobresa.
Segons el cens dels Estats Units del 2010 el 93,32% són nadius americans i el 3,62% blancs. L'1,30% de la població són hispànics.

## Poblacions més properes
El següent diagrama mostra les poblacions més properes.